# Toshio Miyaji
Toshio Miyaji, és un exfutbolista japonès.

## Selecció japonesa
Toshio Miyaji va disputar 2 partits amb la selecció japonesa.